# Волоконница земляная
Волоконница земляная (лат. Inocybe geophylla) — вид грибов, входящий в род волоконница (Inocybe) семейства волоконницевые.

## Описание

### Шляпка
Шляпка 1—3 см в диаметре, сначала конически-колокольчатая, затем широко-распростертая, с бугорком при созревании, шелковисто-волокнистая, сначала белая, с возрастом слабо-розоватая или с фиолетовым оттенком, реже желтоватая, по краю растрескивающаяся. Поверхность кожицы шляпки волоконницы земляной приятная на ощупь, вся поверхность имеет центрирированную волокнистую структуру, молодые грибы сохраняют остатки защитного саванана краях. Имеются многочисленные вариации этого гриба со шляпкой разных оттенков, от чисто-белого до светло-фиолетового.

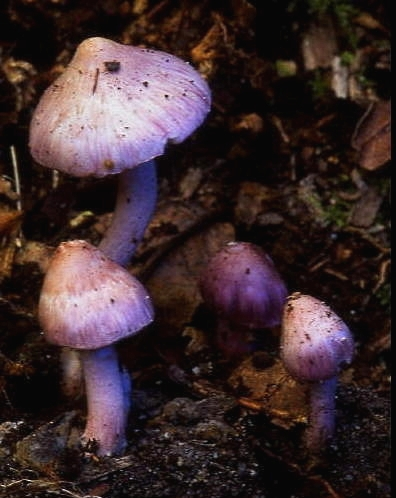
Волоконница земляная var. lilacina (Peck) Gillet

### Ножка
2-5 см высотой и 0,2-0,5 см в диаметре, цилиндрическая, сплошная, продольно-волокнистая, плотная, прямая, без характерного для поганок утолщения в основе. У основания слегка утолщенная, гладковолокнистая, беловатая, вверху с мучнистовидным налетом. У старых грибов становится полой, цвет может быть как белый, так и темнеть до коричневатого.

### Споровый порошок
Споры 8-10 на 4-5 мкм, эллипсоидальные, неравнобокие, светло-буроватые. Споровый порошок желтовато-буроватый или бурый.

### Мякоть
Мякоть тонкая, белая, с неприятным вкусом. Отличается тонкостью и хрупкостью, запах слабый, землистый.

### Пластинки
Пластинки спороносного слоя частые и тонкие, приросшие, с белым опущенным краем. Поначалу серые (у белых волоконниц), беловатые, или коричневые, с возрастом буреют. Позже коричневатые.

## Ареал
Обитает в лесах разных типов, часто по краям дорог.

## Распространение
Гриб обнаружен в европейской части России и в сопредельных странах, на Кавказе, на Дальнем Востоке, в Западной Европе, в Восточной Азии, в Северной Америке и в Северной Африке.

## Размножение
Растет с июля до конца сентября. Обитает в лиственных лесах, в траве, на земле, одиночно или группами. Предпочитает сосну, как дерево, с которым образует микоризу.

## Сходные виды
Характерная окраска Incoybe geophylla (грязно-белая или фиолетовая), землистый запах и ножка без утолщения позволяют выделить волоконницу земляную из массы прочих представителей рода Inocybe.

## Съедобность
Волоконница земляная — ядовитый гриб. В состав его плодовых тел, как и у многих других волоконниц, входит мускарин — вещество, содержащееся также в мухоморе красном. Содержание мускарина в плодовом теле волоконницы земляной в 30-40 раз превышает содержание в красном мухоморе. Случаев употребления в пищу этого гриба со смертельным исходом не известно.